# Pétrel des Hawaï
Pterodroma sandwichensis
Espèce
Statut de conservation UICN

 EN  : En danger
Le Pétrel des Hawaï (Pterodroma sandwichensis) est une espèce d'oiseaux de la famille des Procellariidae.

## Répartition
Cet oiseau est endémique d'Hawaï.